# Bernhard Heitzer

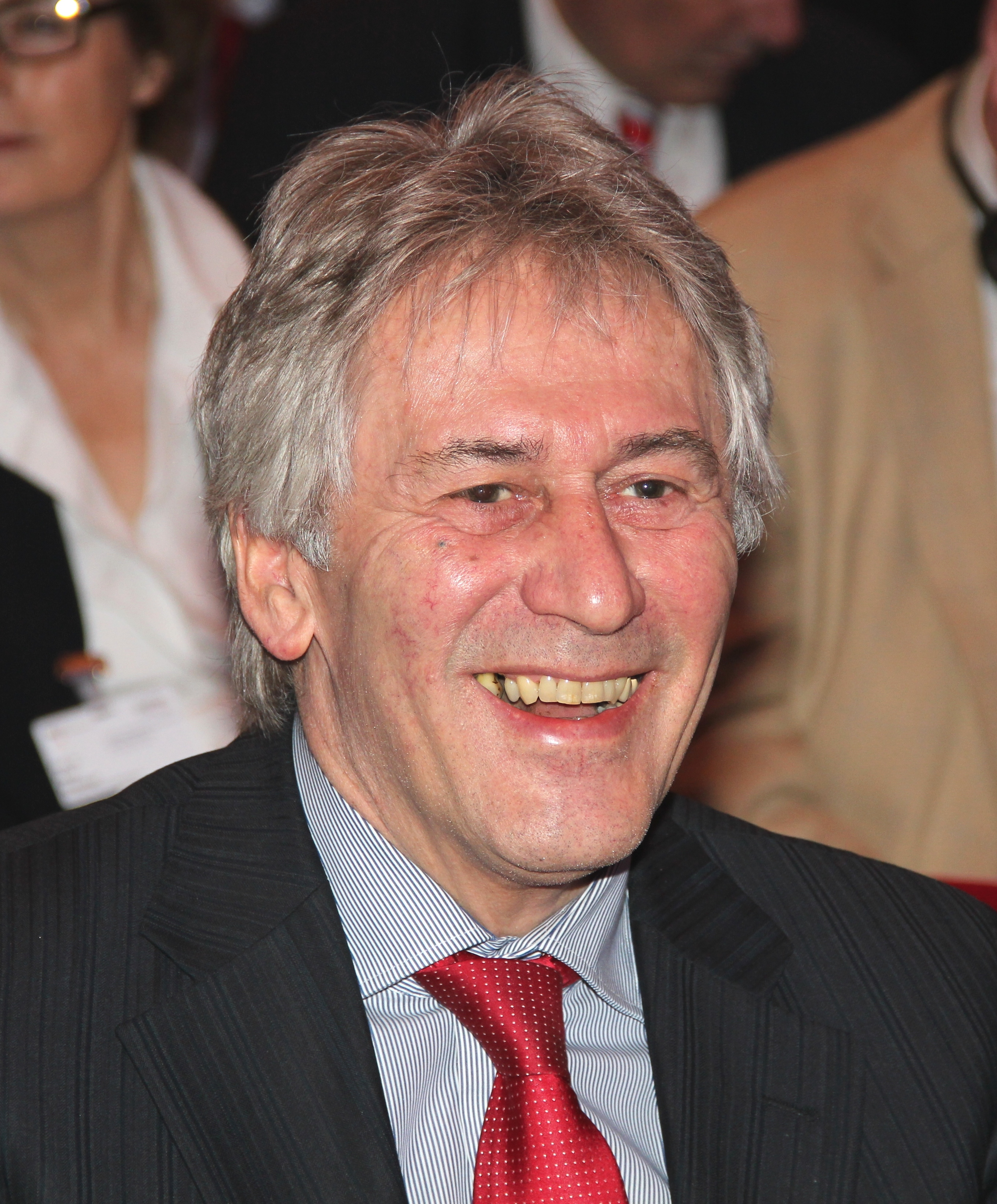
Bernhard Heitzer, Berlin 2013

Bernhard Heitzer (* 28. März 1949 in Regensburg) ist ein deutscher Wirtschaftswissenschaftler und ehemaliger Regierungsbeamter. Von 2004 bis 2007 war er Präsident des Bundesamtes für Wirtschaft und Ausfuhrkontrolle, von April 2007 bis November 2009 Präsident des Bundeskartellamts und von 2009 bis 2014 Staatssekretär im Bundesministerium für Wirtschaft und Technologie (BMWi).

## Leben
Bernhard Heitzer studierte von 1968 bis 1973 Volkswirtschaftslehre an der Universität Regensburg. Anschließend wurde er Assistent am Lehrstuhl für Theoretische Volkswirtschaftslehre der Universität Bielefeld. 1976 promovierte er in Wirtschafts- und Sozialwissenschaften.
1977 trat er als Referent für Wirtschaftsstatistik in das Bundesministerium für Wirtschaft ein, wo er in das Beamtenverhältnis übernommen wurde. Er wechselte dort 1981 in das Pressereferat, 1984 in das Referat Grundsatzfragen der Wirtschaftspolitik. 1987 wurde er Persönlicher Referent von Bundeswirtschaftsminister Martin Bangemann (FDP), ein Jahr später Persönlicher Referent des Staatssekretärs Otto Schlecht (CDU).
1991 übernahm Heitzer die Leitung des Referats Wirtschaftswissenschaftliche Forschung, Deregulierung/Entbürokratisierung, drei Jahre darauf des Referats Grundsatzfragen der Wirtschaftspolitik/Neue Bundesländer. Zwischen 1996 und 2000 wurde er zunächst Chef der Unterabteilung Wirtschaftliche Fragen des Umweltschutzes, dann der Unterabteilung Allgemeine Fragen der Energiepolitik; Mineralöl; wirtschaftliche Fragen des Umweltschutzes und schließlich der Unterabteilung Grundsatz- und sektorale Fragen der Industriepolitik.
2004 wurde er zum Präsidenten des Bundesamtes für Wirtschaft und Ausfuhrkontrolle in Eschborn, im April 2007 als Nachfolger von Ulf Böge zum Präsidenten des Bundeskartellamts in Bonn ernannt. „Manchmal“, erklärte Heitzer im April 2008 dem Wirtschaftsmagazin Brand eins sein Amtsverständnis als Präsident des Bundeskartellamts, „gibt es eine falsche Erwartungshaltung an uns. […] Aber wir sind keine Preisregulierungsbehörde […]. Hier arbeiten viele Überzeugungstäter.“
In die Schlagzeilen geriet Heitzer im April 2008, nachdem er während eines Kartellamtsverfahrens gegen den Deutschen Fußball-Bund zur Empörung des Personalrates den zuständigen Mitarbeiter versetzte.
Im November 2009 berief ihn Wirtschaftsminister Rainer Brüderle als Nachfolger von Walther Otremba zum Staatssekretär; Anfang 2014 schied er aus diesem Amt aus. Heitzers Nachfolge an der Spitze des Bundeskartellamtes übernahm Andreas Mundt.
Bernhard Heitzer ist Mitglied der Ludwig-Erhard-Stiftung.
Heitzer ist verheiratet und hat zwei erwachsene Töchter. Er ist FDP-Mitglied und gehört dem Aufsichtsrat der Deutsche Bahn AG an.